# Superliga Indiana
A Superliga Indiana é o principal campeonato de futebol profissional da Índia, sendo equivalente à primeira divisão do país.
Fundado em 2014, surgiu como uma das ligas mais ricas do mundo, sendo disputada inicialmente por oito equipas.

## História
Atualmente, a liga é composta por 13 clubes. Cada temporada do torneio geralmente vai de novembro a março. Durante a fase da liga da competição, cada clube joga contra todos os outros clubes em um estilo casa e fora. No final da fase da liga, a equipe com mais pontos é declarada Premiers e recebe um troféu chamado League Winners Shield, e os seis melhores clubes se classificam para os play-offs . A temporada então culmina com a Final da ISL para determinar os campeões que recebem o Troféu ISL.
A competição foi fundada em 21 de outubro de 2013 com o objetivo de aumentar o esporte do futebol na Índia e aumentar sua exposição no país. A liga começou em outubro de 2014 com oito equipes. Durante suas três primeiras temporadas, a competição operou sem o reconhecimento oficial da Confederação Asiática de Futebol (AFC), o órgão regulador do esporte na Ásia. A competição também foi estruturada nos mesmos moldes da Indian Premier League , a principal competição de críquete do país, baseada em franquia Twenty20 . Cada temporada durou apenas 3 meses, de outubro a dezembro, e as partidas foram realizadas diariamente. No entanto, antes da temporada 2017-18temporada, a liga se expandiu para dez equipes, expandiu sua programação para seis meses e ganhou o reconhecimento da AFC.
Os vencedores da fase da liga participam diretamente da  Liga dos Campeões da AFC Two e o vencedor da final da ISL participa dos playoffs de qualificação da AFC Challenge League . 

### Em 2017
- Dois novos times se juntaram à liga como equipes de expansão: Bengaluru FC e Jamshedpur . Os dois novos clubes são o nono e o décimo times da liga. Isso tornou a primeira edição do ISL na qual mais de oito equipes estão participando.

### Em 2019
- Em fevereiro de 2019, foi relatado que o time Pune City estava com dificuldades financeiras e que seus proprietários estavam procurando vender a franquia. O clube supostamente estava atrasado em pagar jogadores e também tentou discutir a fusão com os rivais locais da Cidade de Mumbai mas sem sucesso . Após a temporada 2018-19 , Pune City liberou todos os seus jogadores e se dissolveu, o Hyderabad FC assumiu sua vaga na Superliga Indiana.

- Em 31 de agosto de 2019, a Delhi Soccer Private Limited (Delhi Dynamos) assinou um Memorando de Entendimento (MoU) com o Governo de Odisha, para mudar a base da capital nacional Nova Délhi para Bhubaneswar , Odisha e renomear a franquia como Odisha . A nova casa para a equipe foi decidida como o Estádio Kalinga em Bhubaneswar.

### Em 2020
- Em 16 de janeiro de 2020, foi anunciado que os proprietários do Atlético Kolkata haviam comprado uma participação de 80% do Mohun Bagan , um clube de Calcutá que participa da I-League . Como resultado, também foi anunciado que a marca Atlético Kolkata se fundiria com Mohun Bagan e que um novo clube seria formado em 1 de junho de 2020, O clube se chamará ATK Mohun Bagan e estreará na Superliga Indiana já na temporada 2020-21.
- Em 27 de setembro de 2020, East Bengal F.C. juntou-se à liga como uma equipe de expansão e se tornou a 11ª equipe da liga.
- Devido a pandemia do Corona Vírus não houve público na final da temporada 2019–20, onde o Atlético Kolkata se sagrou campeão.

### Em 2021
- Devido à pandemia de COVID-19 , todas as partidas durante a temporada 2020-21 foram disputadas a portas fechadas em três locais em Goa .Os locais foram o Estádio Fatorda em Margão , o Estádio de Atletismo GMC em Bambolim e o Estádio Tilak Maidan em Vasco da Gama.

### Em 2022
- A temporada 2022-23 da superliga indiana será a primeira temporada da liga como a única liga da primeira divisão, antes dividindo o posto com a I-League.

### Em 2023
- A temporada 2023-24 será a primeira com acesso e rebaixamento, o último colocado da Superliga Indiana será rebaixado a I-League, Já o campeão da I-League Sobe para a Superliga Indiana.
- O RoundGlass Punjab FC campeão da I-League de 2022-23 jogará a edição 2023-24 da Superliga Indiana contabilizando 12 times na elite do futebol Indiano.
- O ATK Mohun bagan removeu o ATK do nome, "após a reunião do Conselho realizada dia 17 de maio de 2023, o nome do clube será Mohun Bagan Super Giant (MBSG) a partir de 1º de junho de 2023", anunciou o clube.

### Em 2024
- A Temporada 2024-25 contará com 13 clubes, o campeão da I-League 2023-24 Mohammedan SC, garantiu vaga na Superliga Indiana 2024-25.

## Participantes
| Equipes              | Cidades       | Estados           | Estádios (mando)               |
| -------------------- | ------------- | ----------------- | ------------------------------ |
| Bengaluru            | Bangalore     | Karnataka         | Sree Kanteerava                |
| Chennaiyin           | Chennai       | Tamil Nadu        | Jawaharlal Nehru               |
| East Bengal          | West Bengal   | Calcutá           | Estádio Kalyani                |
| Goa                  | Vasco da Gama | Goa               | Fatorda                        |
| Hyderabad FC         | Hyderabad     | Telangana         | Estádio Atlético Balayoge      |
| Jamshedpur           | Jamshedpur    | Jharkhand         | JRD Tata Sports Complex        |
| Kerala Blasters      | Cochim        | Kerala            | Jawaharlal Nehru               |
| Mohammedan SC        | Calcutá       | Bengala Ocidental | Mohammedan Sporting Ground     |
| Mohun Bagan S.G.     | Calcutá       | Bengala Ocidental | Salt Lake                      |
| Mumbai City          | Bombaim       | Maharashtra       | Mumbai Football Arena          |
| North East United    | Guwahati      | Assam             | Estádio Atlético Indira Gandhi |
| Odisha F.C.          | Odisha        | Bhubaneswar       | Estádio Kalinga                |
| RoundGlass Punjab FC | Panchkula     | Harianá           | Estádio Tau Devi Lal           |

Clubes Extinto
| Equipes          | Cidades | Estados           | Estádios (mando)                      | Ano de Extinção |
| ---------------- | ------- | ----------------- | ------------------------------------- | --------------- |
| FC Pune City     | Pune    | Maarastra         | Shree Shiv Chhatrapati Sports Complex | 2019            |
| Atlético Kolkata | Calcutá | Bengala Ocidental | Salt Lake Stadium                     | 2020            |

## Edições
| Ano     | Campeão           | Placar        | Vice             | Público     | Estádio                  | ISL Premier      |
| ------- | ----------------- | ------------- | ---------------- | ----------- | ------------------------ | ---------------- |
| 2014    | Atlético Kolkata* | 1–0           | Kerala Blasters  | 36.484      | Estádio DY Patil         | —                |
| 2015    | Chennaiyin        | 3–2           | Goa              | 18.477      | Estádio Fatorda          | —                |
| 2016    | Atlético Kolkata* | 1–1 (4–3) Pen | Kerala Blasters  | 54.146      | Estádio Jawaharlal Nehru | —                |
| 2017–18 | Chennaiyin        | 3–2           | Bengaluru        | 25.753      | Sree Kanteerava          | —                |
| 2018–19 | Bengaluru         | 1–0 (E)       | Goa              | 7.372       | Mumbai Football Arena    | —                |
| 2019–20 | Atlético Kolkata* | 3–1           | Chennaiyin       | Sem Público | Estádio Fatorda          | Goa              |
| 2020–21 | Mumbai City       | 2–1           | Mohun Bagan S.G. | Sem Público | Estádio Fatorda          | Mumbai City      |
| 2021–22 | Hyderabad FC      | 1–1 (3–1) Pen | Kerala Blasters  | 11.500      | Estádio Fatorda          | Jamshedpur       |
| 2022–23 | Mohun Bagan S.G.  | 2–2 (4–3) Pen | Bengaluru        | 11.879      | Estádio Jawaharlal Nehru | Mumbai City      |
| 2023–24 | Mumbai City       | 3–1           | Mohun Bagan S.G. | 62.007      | Estádio Salt Lake        | Mohun Bagan S.G. |
| 2024–25 | Mohun Bagan S.G.  | 2–1 (E)       | Bengaluru        | 59.112      | Estádio Salt Lake        | Mohun Bagan S.G. |

(*) Extinto

## Campeões

### Superliga Indiana
| Clube                | Títulos | Edições             |
| -------------------- | ------- | ------------------- |
| Atlético de Kolkata* | 3       | 2014, 2016, 2019–20 |
| Chennaiyin           | 2       | 2015, 2017–18       |
| Mumbai City          | 2       | 2020–21, 2023–24    |
| Mohun Bagan S.G.     | 2       | 2022–23, 2024–25    |
| Bengaluru            | 1       | 2018–19             |
| Hyderabad FC         | 1       | 2021–22             |

(*) Extinto

### ISL Premier
| Clube            | Títulos | Edições          |
| ---------------- | ------- | ---------------- |
| Mumbai City      | 2       | 2020–21, 2022–23 |
| Mohun Bagan S.G. | 2       | 2023–24, 2024–25 |
| Goa              | 1       | 2019–20          |
| Jamshedpur       | 1       | 2021–22          |

## Estatísticas

### Artilheiros
| Ano     | Gols | Jogadores            | Clubes           |
| ------- | ---- | -------------------- | ---------------- |
| 2014    | 8    | Elano                | Chennaiyin       |
| 2015    | 13   | Stiven Mendoza       | Chennaiyin       |
| 2016    | 10   | Marcelinho           | Delhi Dynamos    |
| 2017–18 | 18   | Coro                 | Goa              |
| 2018–19 | 16   | Coro                 | Goa              |
| 2019–20 | 15   | Bartholomew Ogbeche  | Kerala Blasters  |
| 2019–20 | 15   | Nerijus Valskis      | Chennaiyin       |
| 2019–20 | 15   | Roy Krishna          | Atlético Kolkata |
| 2020–21 | 14   | Igor Angulo          | Goa              |
| 2020–21 | 14   | Roy Krishna          | Mohun Bagan S.G. |
| 2021–22 | 18   | Bartholomew Ogbeche  | Hyderabad FC     |
| 2022–23 | 12   | Dimitri Petratos     | Mohun Bagan S.G. |
| 2022–23 | 12   | Diego Maurício       | Odisha           |
| 2022–23 | 12   | Cleiton Silva        | East Bengal      |
| 2023–24 | 13   | Dimitris Diamantakos | Kerala Blasters  |
| 2023–24 | 13   | Roy Krishna          | Odisha           |
| 2024–25 | 23   | Alaaeddine Ajaraie   | NorthEast United |

## Transmissão
A principal emissora na Índia e no subcontinente indiano é a Star Sports na televisão. Hotstar e JioTV são parceiros oficiais de streaming na Índia e no subcontinente indiano. A cobertura ao vivo da temporada 2020-21 da ISL estava disponível em mais de 80 territórios em todo o mundo. [96] FSDL em 25 de novembro de 2021, anunciou uma parceria mundial com a empresa alemã de mídia de futebol OneFootball para transmitir a Super Liga Indiana (ISL) em mais de 200 países em todo o mundo (excluindo o subcontinente indiano).